# هيدي هورتن
هيدي هورتن (بالألمانية: Heidi Horten)‏ (و. 1941  م) هي جامعة تحف نمساوية. قدّرت مجلَّة فوربس ثروتها خلال شهر مايو 2020 بثلاثة مليارات من الدولارات.